# 竹林寺 (生駒市)
竹林寺（ちくりんじ）は、奈良県生駒市有里町にある律宗の寺院。奈良時代の僧・行基の墓があることで知られる。山号は生馬山。本尊は文殊菩薩騎獅像。

## 歴史

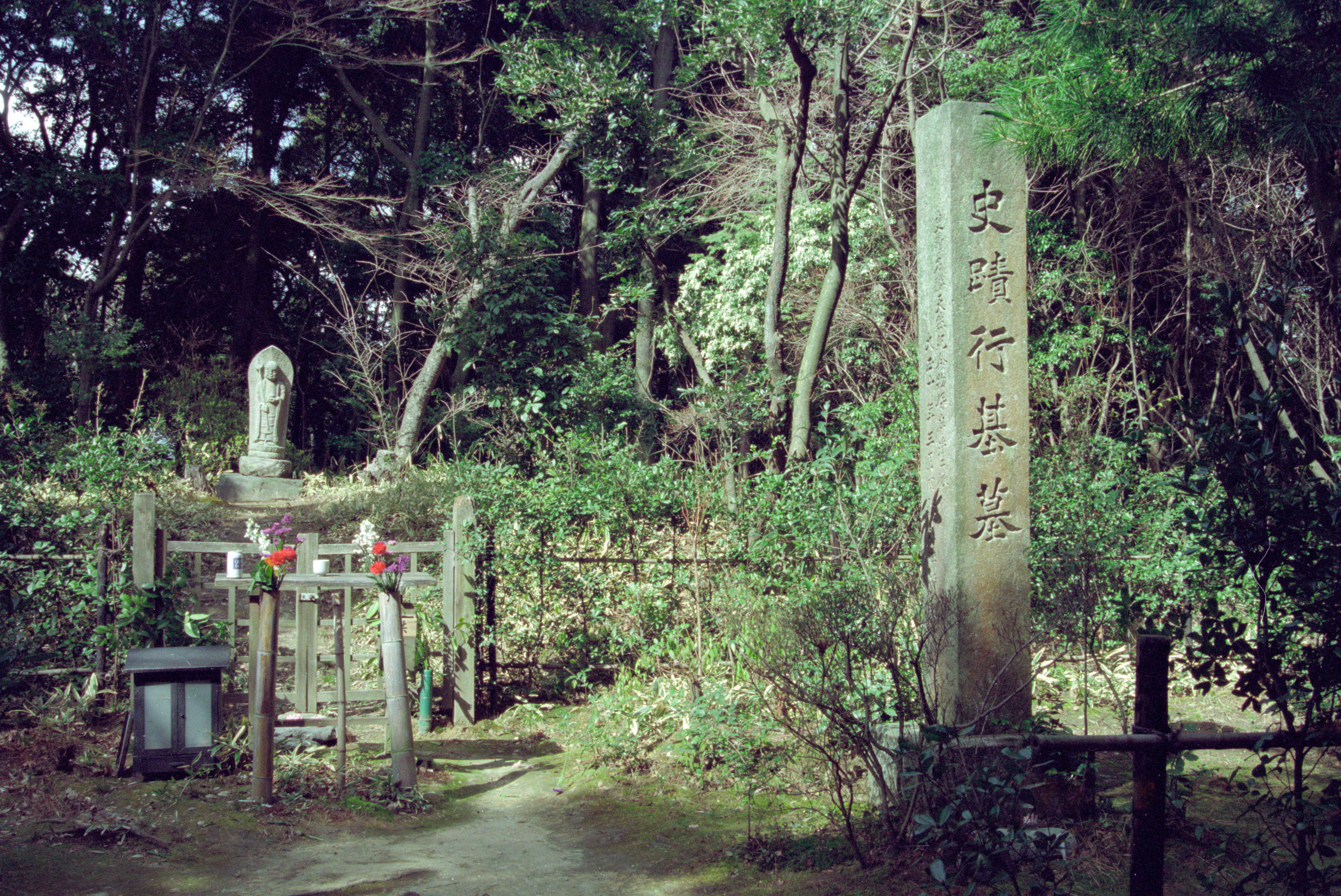
国の史跡・行基墓

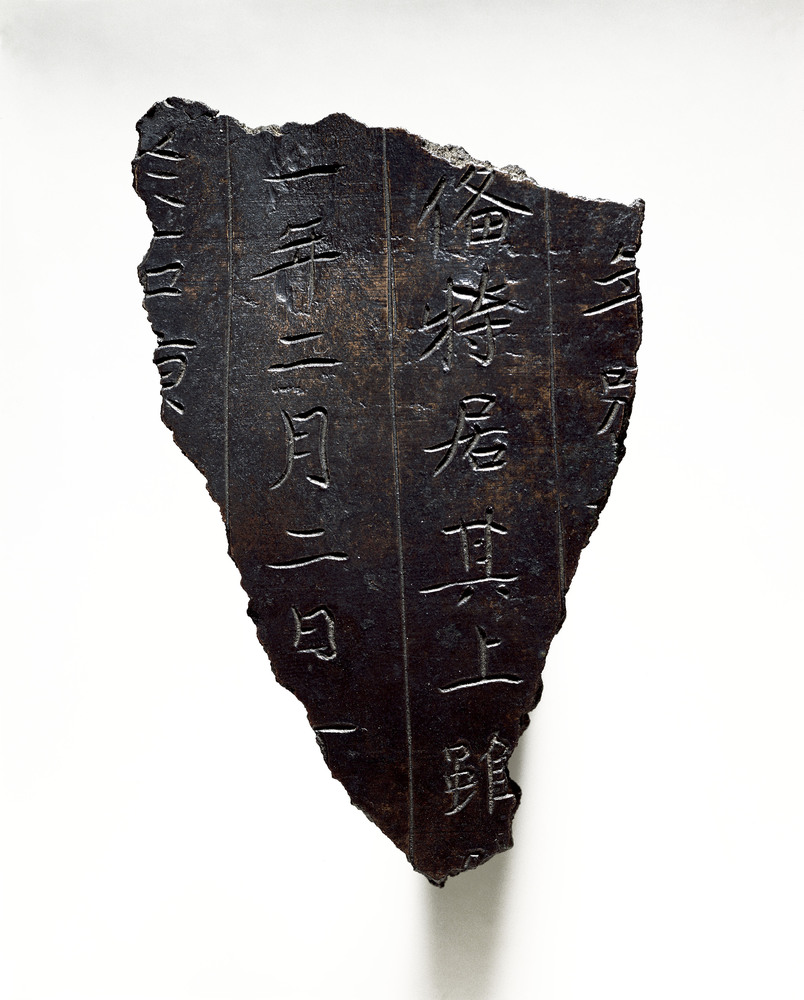
銅製行基舎利瓶残片（重要美術品、奈良国立博物館所蔵）

竹林寺は生駒山の東麓の山中に位置する。奈良時代に架橋、治水などの社会事業に奔走し、東大寺大仏の造立にも力のあった僧・行基の墓所がある寺である。行基が壮年期に営んだ小庵が後に寺院とされたものと思われる。行基は文殊菩薩の化身と信じられており、寺号は文殊菩薩の聖地である中国の五台山大聖竹林寺にちなむ。明治時代以降は廃寺同然となり、本山の唐招提寺が管理していたが、20世紀末から境内の整備が進められている。
行基研究の基礎資料の一つである『行基年譜』（安元元年(1175年)の成立）には、慶雲4年（707年）、当時40歳の行基が「生馬仙房」に移ったとの記載がある。一方、東大寺の学僧・凝然が著した『竹林寺略録』（嘉元3年(1305年)成立）には、行基は慶雲元年（704年）、生駒山に入り、「草野（かやの）仙房」に住したとある。「生馬仙房」と「草野仙房」が同じものであるか、またそれが現在の竹林寺に相当するのかについては確証はないが、当地に行基の墓があることから考えて、「生馬仙房」の後身が竹林寺であると推定されている。
正史『続日本紀』の宝亀4年（773年）11月20日条には「行基が修行した40余箇所の寺院のうち、6箇院は荒れ果ててしまっているので、それぞれに田3町ないし2町を施入する」という趣旨の記述があり、その6箇院の中に「生馬院」が含まれている。ここからは、行基の没後20数年にしてすでに「生馬院」が荒廃していたことが窺える。
約5世紀後の文暦2年（1235年）、寂滅という僧の著した『竹林寺縁起』によると、同年、寂滅らは行基の夢告にしたがって生駒山の行基の墓を掘り起こしたところ、舎利瓶（蔵骨器）や墓誌を発見したという。墓誌の記載内容は唐招提寺文書中に残されており、それによると、行基は菅原寺（現・奈良市喜光寺）で没した後、「生馬山之東陵」で火葬に付されたという。行基の舎利瓶と墓誌は再埋納されたが、銅製墓誌のごく一部の残片が江戸時代末期に発掘され、地元の個人の所有となっていた。これは昭和8年（1933年）11月11日、「銅製行基舎利瓶残片」の名で重要美術品に認定され、現在は奈良国立博物館の所蔵となっている。
その後、西大寺中興の祖・叡尊、その弟子・忍性らにより再興されたが、明治の廃仏毀釈によって廃寺となる。再興されたのは平成9年（1997年）になってからである。

## 文化財
- 竹林寺忍性墓出土品（重要文化財） – 鎌倉・極楽寺の開山であり、鎌倉時代に戒律の復興と社会事業に尽力した僧・忍性の遺骨は、遺言により、極楽寺、額安寺（奈良県大和郡山市）、竹林寺の3箇所に分骨された。昭和61年（1986年）の発掘調査で見出された銅骨蔵器、石櫃等の一括である（現在は唐招提寺保管）
- 木造文殊菩薩騎獅像及び脇侍像 – 竹林寺の本尊。獅子像のみ室町時代の作であるが、その他は近代のものである。
- 行基墓（史跡） – 行基は天平21年（749年）に平城京・菅原寺（現在の喜光寺）において82歳で生涯を終え、遺命により生駒山の東陵で火葬され、竹林寺に埋葬されたといわれる。
- 五輪塔残欠（忍性墓塔） – 叡尊の弟子・忍性の墓とされるもので、奈良県立橿原考古学研究所の発掘調査により重要文化財指定の骨蔵器（舎利瓶）が発見された。

竹林寺伝来の文化財
- 木造行基菩薩坐像（重要文化財） – かつて竹林寺に安置されていたが、明治の廃仏毀釈によって廃絶となったために唐招提寺に移された。

## アクセス
- 近鉄生駒線一分駅・南生駒駅下車、徒歩
- 第二阪奈有料道路 壱分ランプ・小瀬料金所
- 国道168号線 一分バイパス